# Пепин башкирский
«Пепин башкирский» — позднеосенний десертный сорт яблони домашней.

## Происхождение
Сорт яблони «Пепин башкирский» получен Р. И. Болотиной от скрещивания в 1938 году сортов «Башкирский красавец» и «Пепин шафранный».

## Распространение
Сорт распространен в Башкортостане, Татарстане, Марий Эл, Вологодской, Кировской, Оренбургской Московской и Самарской областях.

## Характеристика сорта
Дерево сорта среднерослое, с широкораскидистой загущённой кроной. Побеги тёмно-коричневые, сильноопушённые. Листья средних размеров, удлинённо-широкоовальные, тёмно-зелёные, с длинным плавно суживающимся и изогнутым вниз кончиком.
Плоды среднего размера (106—140 г), одномерные округло-конические. Поверхность гладкая. Кожица гладкая, маслянистая, с налётом. Окраска в зрелости зеленоватая с размытым малиновым румянем; в состоянии потребительской зрелости — зеленовато-жёлтая, Мякоть кремового цвета, плотная, мелкозернистая, сочная, кисло-сладкого вкуса с пряным ароматом. Съёмная зрелость — с конца августа до начала сентября. Срок хранения плодов — 2-3 месяца.
Плоды в период съемной зрелости несколько кисловатые. Но в процессе хранения приобретают гармоничный десертный вкус со своеобразным ароматом. Оптимальный вкус приходится примерно на ноябрь.
Зимостойкость сорта относительно хорошая, но ниже чем у родительского сорта «Башкирский красавец».
Содержание сухого вещества в плодах — 15 %, сахаров — 10,6 %, пектина — 0,91 %, витамина С — 9,8 мг%.
Сорт устойчивый к парше, слабо поражается плодожоркой и тлёй, плодоношение ежегодное.
Урожайность 69 ц/га (Кушнаренковский селекционный центр по плодово-ягодным культурам, 2004). Вступает в плодоношение на 6 год.
Допущен к использованию в РБ в 1995 году.